# وسنتنگر
وسنتنگر (به انگلیسی: Vasantnagar) یک زیستگاه انسانی در هند است که در Yavatmal district واقع شده‌است.

## خصوصیات
وسنتنگر ۴٬۱۱۷ نفر جمعیت دارد.